# Operació Bomsai
L'Operació Bomsai, que fou completament desestimada [07/02/2017] pel jutge per inconsistent on en l'escrit final de la fiscalia, deixen constancia de la falta de coneixement de la realitat legal vigent a l'estat. És una operació policial contra una presumpta trama de corrupció a l'empresa pública CAIB Patrimoni S.A. durant el Govern Matas (PP) (Govern de les Illes Balears 2003-2007). Rep el seu nom de Bombers, Salut i Illes, per referència als edificis públics implicats. En un primer moment les referències periodístiques varen anomenar erròniament el cas com a "bonsai".
El cas fou instruït per la jutgesa suplent d'instrució número 1 de Palma, Margarita Bosch Ferragut. A partir del maig del 2010 passà a instruir-lo el jutge titular del jutjat d'instrucció núm. 1, Juan Catany Mut.

## Relació dels fets
La investigació sobre l'adjudicació del parc de Bombers de Palma i la seu de la Conselleria de Salut i Consum dugueren a anomenar-la Bomsai (per separat, Bombers-Salut-Illes). La Justícia estaria indagant una suposada trama de corrupció al voltant de la construcció d'edificis de nova planta públics. Concretament, l'empresa CAIB Patrimoni S.A., que depèn de la Conselleria d'Economia i que es fusionà posteriorment amb l'Institut Balear de l'Habitatge (IBAVI), s'encarregava de l'adquisició, la venda, l'explotació, el lloguer i la cessió l'ús de terrenys i altres béns immobles, així com de la construcció i la promoció d'edificis i altres immobles del Govern.
Concluia la fiscalia,.. literalment en el seu escrit final,..
"ALEGACIÓN SEGUNDA.- La contratación de una empresa externa.
Se ha puesto de manifiesto en la Instrucción que la utilización de servicios jurídicos y técnicos externos por parte de la Administración es un sistema de uso frecuente entre las distintas Administraciones Públicas.
Así lo avalan las convocatorias públicas que aparecen en los distintos boletines oficiales, aparte del informe de la Abogacía de la Comunidad.
Por otra parte, se ha acreditado la carencia de recursos humanos en el marco de la empresa pública CAIB PATRIMONI SAL para asumir dicha función, al contar únicamente con dos personas contratadas, un gerente y una administrativa.
ALEGACIÓN TERCERA.- Realidad de los servicios.
Coincidimos con la posición de la Abogacía de la Comunidad en el sentido de que la documentación que obra en la causa acredita la efectiva realización por parte de quien resultó finalmente adjudicataria de los los trabajos encomendados.
Respalda dicha afirmación el informe pericial emitido al efecto por la compañía ERNST & YOUNG que concluye que la mercantil ATLAS CAPITAL desarrolló los servicios objeto de contratación pública. '
ALEGACIÓN CUARTA.- Los honorarios de éxito.
Las sospechas iniciales relativas a la vulneración de la Ley de Contratos de la Administración Pública a través de las claúsulas de honorarios de éxito, han quedado desvanecidas, tras comprobarse que se trata de una práctica habitual en el ámbito de la prestación de servicios profesionales a la administración pública y sociedades participadas.
Por otra parte, el importe de los citados honorarios se ajusta a los precios y condiciones de mercado.
Por último, cabe recordar que la Abogacía de la Comunidad Autónoma ha manifestado expresamente que no puede afirmarse que CAIB PATRIMONI SAU hubiera un perjuicio económico por la contratación.
El fiscal P.Horrach afirma, en su escrito final que:,..., no se aprecia vulneración de los principios básicos que rigen la contratación pública (concurrencia, igualdad, no discriminación y transparencia), ni se ha constatado que se hayan tomado decisiones por órganos manifiestamente incompetentes, ni que las mismas vulneren de forma flagrante la legalidad."
No obstant El cas va sortir a la llum pública el 13 d'abril de 2010. La Policia Nacional va detenir el que va ser director general de Tributs durant la legislatura 2003-2007 de Jaume Matas (PP), Jorge Sainz de Baranda (PP).
L'arrest es va produir en el marc d'una nova operació, anomenada Bomsai, oberta el mateix dia 13 per la Fiscalia Anticorrupció mitjançant la qual va ser registrat el despatx de Sainz de Baranda, en el moment de la detenció era adjunt a la presidència del (PP balear) dins de la direcció del PP de Bauzà. Així mateix es va procedir al registre de les oficines de la seu de Llabrés Feliu, la de Gestión de Proyectos de Baleares, i es va demanar diversa documentació en diverses conselleries del Govern Balear, entre elles la d'Hisenda. Sainz de Baranda també era un dels administradors del concurs de creditors del Grup Drac.
L'operació estava relacionada amb gestions presumptament irregulars dutes a terme a través de l'empresa pública CAIB Patrimoni SA, que tenien per objecte l'adquisició, venda i cessió d'ús de terreny, així com la promoció d'edificacions i la gestió intermediària de promoció d'urbanitzacions.
També es va detenir a Miquel Llabrés Feliu, president propietari del grup Construccions Llabrés Feliu, una de les primeres firmes contractistes i concessionàries de l'Administració a Balears, tot i que l'endemà va ser posat en llibertat amb càrrecs. Igualment es practicà la detenció de Miguel Ángel Toledo Ferrer, executiu de Construccions Llabrés Feliu i Federico Rodríguez Cerdá, responsable de Gestión de Proyectos Balear. Fiscalia Anticorrupció escorcollà el despatx de l'advocat Jorge Sainz de Baranda, situat a l'edifici Sena del passatge Guillem de Torrella de la galeria comercial Els Geranis. L'operatiu es perllongà durant hores en presència del degà del Col·legi d'Advocats, Joan Font.
La investigació se centra en la suposada malversació de fins a 900.000 euros. Aquests doblers els hauria facturat l'empresa Atlas Capital Close Brother de Madrid, dedicada a serveis financers i que té un volum important de vendes; i DLA Piper Rudnick Gray Spain. L'empresa Atlas Capital no és una qualsevol. El 2008 reconegué vendes per 13 milions d'euros, amb uns beneficis de 2,8 milions. És a dir, es tracta d'una gran companyia. Per aquest motiu, se sospita que al darrere no hi hauria un possible enriquiment personal, sinó el finançament del PP.
El suposat desviament de doblers públics no es feia a partir dels comptes del Govern, sinó de les empreses que guanyaren dos concursos per construir la nova seu de l'edifici de Salut, en el carrer de Jesús; i el Parc de Bombers de Palma, a la via de cintura. Les empreses adjudicatàries, les UTE liderades per les companyies mallorquines Sampol (Salut) i Llabrés Feliu (Bombers), estaven obligades a pagar unes quanties importants a Atlas Capital "per assessorament a CAIB Patrimoni de tipus financer i legal en relació amb aquest document", el plec de condicions. Es tractava de l'1,80% del pressupost d'execució ofert. En el cas de Sanitat, i de l'empresa Sampol-Brues y Fernández, això significava uns 130.000 euros; Llabrés Feliu, que s'adjudicà el parc de Bombers, va fer front a una "assessoria" encara superior. Aquesta companyia va ser escorcollada durant hores. El preu d'adjudicació de l'edifici de la Conselleria va ser de 8 milions; el del Parc de Bombers, de 25. Ambdós estan pendents d'inaugurar. La UTE per a les obres del Parc de Bombers estava formada per Gerens Management Group, la Constructora San José, Estel Ingeniería, Gestión de Proyectos Balear i a la constructora Llabrés Feliu. Tots dos concursos s'adjudicaren el 22 de febrer de 2007. Entre els assistents a la reunió també hi havia Lluis Ramis Ayreflor, conseller d'Hisenda. El primer edifici s'havia d'acabar en un any des que començà l'obra i el segon en un any i mig però cap dels dos s'havia enllestit en el moment de la sortida a la llum dels fets. En tots dos casos, es va triar el sistema de "peatge a l'ombra" per finançar les obres. D'aquesta manera, el sector privat construeix, finança i explota la infraestructura mentre l'Administració abona periòdicament, via pressupost, una quantitat acordada en el contracte de concessió. Aquest model es va començar a utilitzar a Bèlgica en els anys seixanta, encara que amb poc èxit. La seva expansió es va produir a Gran Bretanya, en la dècada dels anys noranta. Té el desavantatge que no repercuteix els costos als usuaris, creant la percepció fictícia de ser gratuït, el que suposa un gran avantatge polític de cara a les eleccions.
Una de les companyies que va haver de fer front a aquest "peatge" va ser Sampol Enginyeria que, al costat de Brues i Fernández, va aconseguir la concessió per construir i gestionar la conselleria de Salut, al carrer Camí de Jesús, a Palma. La consellera delegada de Sampol Enginyeria, Carmen Sampol, va titllar el 15 d'abril davant la policia, aquesta clàusula de "salvatjada", a causa del seu elevat import. "Ens va semblar moltíssim. Segons el plec de condicions, vam haver de fer front a diversos pagaments. El d'Atlas, en concret, va ser una exageració. Ens demanaven 161.445 euros més l'IVA, però reclamàrem una rebaixa", detallà la consellera delegada.
La Policia detingué el 14 d'abril de 2010 el director general d'Emergències del darrer Govern de Jaume Matas, Joan Pol. D'entrada, estava previst que el detinguessin el mateix dia que els altres implicats. Però com que era a Madrid a un curs no el varen poder localitzar. Dia 14 es presentà a la comissaria central de la Policia Nacional, a Palma, amb el seu misser, Gaspar Oliver. Hi anà voluntàriament, però hi quedà entre reixes, detingut. Presumptament, el van detenir perquè és accionista de dos negocis que cobraren doblers de dues empreses que havien estat beneficiades en un concurs públic. Ell, precisament, com Jorge Sainz de Baranda, era un dels membres del consell d'administració de CAIB Patrimoni. Amb tot, el dia que es va acordar Joan Pol s'excusà, no assistí a la reunió i delegà el vot a De Baranda, segons consta al document de l'adjudicació. El mateix va fer Felisa Vidal, cap dels serveis jurídics i ara magistrada del TSJB.
Resultà sorprenent que les companyies Atlas Capital Close Brothers SL i DLA Piper assessorassin una empresa pública de les Balears per redactar el plec de condicions de l'edifici d'oficines i d'un parc de bombers. També fou xocant que ambdues cobrassin per aquesta feina 600.000 euros. Atlas Capital es dedica als negocis, la seva especialitat són les empreses privades, i el seu camp d'actuació és diferent de les assessories en matèria de construcció. Atlas Capital presentà en la seva memòria del 2008 un volum de vendes de 13 milions d'euros i un resultat positiu de 2,8 milions d'euros. Es tracta d'unes xifres "rècord" si es considera que just té 36 treballadors. Ofereix dues branques de serveis als seus clients: la gestió d'actius financers i l'assessoria en negocis. És presidida des de fa més de deu anys per Leon Benelbas, doctor en Econòmiques, subdirector d'Hisenda i antic executiu de Pricewaterhouse. La companyia està integrada en la xarxa de Close Brothers, una multinacional especialitzada en banca privada, gestió d'actius financers i assegurances. Close B. cotitza a la Borsa de Londres i opera principalment des del Regne Unit, les illes del Canal i Caiman, Europa i Sud-àfrica. El seu camp d'operacions sembla allunyat de les assessories d'edificis.
El mateix passa amb DLA Piper Spain SL, filial de la multinacional DLA Piper, una companyia d'advocats que opera arreu del món per fer assessories jurídiques de tota mena d'operacions. Com Atlas, DLA a Espanya presentà el 2009 unes xifres de venda espectaculars: 18,1 milions d'euros. Ara bé, a diferència de l'altra, els seus números són vermells: 112.123 euros. Treballen en la companyia 79 empleats. L'administrador és Graham Knowles. L'empresa matriu està situada al Regne Unit.
Fernando Morell Pou, exsecretari d'actes de CAIB Patrimoni, també es prestà voluntari davant la policia i quedà detingut el 15 d'abril. Poques hores més tard, quedà en llibertat. Fou ell qui firmà els llibres d'actes del consell d'administració de CAIB Patrimoni i certificà les adjudicacions de la construcció de la futura seu de la Conselleria de Salut i del Parc Central de Bombers de Palma. Ell mateix acredità que en la reunió hi havia De Baranda, que votà en nom seu i en el de Joan Pol, qui s'excusà.
Una de les línies d'investigació de la Policia apunta que vuit mesos abans de l'adjudicació dels concursos les empreses que els guanyaren podien haver rebut informació privilegiada per preparar-los i assegurar-se la victòria.
Els tres exalts càrrecs del Govern de Jaume Matas, Jorge Sainz de Baranda, Joan Pol i Jaume Vidal, imputats en l'operació Bomsai, hi involucraren l'exconseller d'Economia i Hisenda, Lluís Ramis d'Ayreflor, en les declaracions davant la jutgesa suplent d'instrució número 1 de Palma, Margarita Bosch Ferragut. La magistrada decretà presó eludible amb fiança de 50.000 euros per a l'exdirector general de Tributs, Jorge Sainz de Baranda, i de 30.000 euros per a l'exdirector general d'Emergències, Joan Pol. L'exgerent de CAIB Patrimoni, Jaume Vidal, evità la fiança i just li retiraren el passaport, com als altres, i haguent de comparèixer periòdicament als jutjats. Sainz de Baranda i Vidal estan imputats pels delictes de prevaricació i malversació, i Pol per prevaricació i suborn.
Pol explicà que fou Ramis d'Ayreflor qui defensà la legalitat del contracte amb la companyia Altas Capital. L'exdirector general d'Emergències negà que hagués cobrat una comissió de 140.000 euros de la constructora Iturri per les obres del Parc de Bombers, però va admetre que va rebre els doblers per a una altra obra. Iturri fou contractada per la UTE que construí el Parc de Bombers. Així mateix, va admetre que era soci del constructor Llabrés Feliu en una societat dissolta i assegurà que havia tornat els doblers que li facilità l'empresari. A més, negà que hagués avançat plecs de condicions a les empreses abans de fer els concursos.
Vidal també apuntà en la mateixa direcció i digué que fou Ramis d'Ayreflor qui ordenà transferir gairebé un milió d'euros a Atlas Capital. Confirmà que el contracte amb Atlas Capital era del tipus negociat sense publicitat, o sigui que no es publicà al BOIB ni s'obrí a altres empreses. El tercer que prestà declaració, Jorge Sainz de Baranda, també es desmarcà dels fets investigats i, com els altres, hauria apuntat l'exconseller Ramis d'Ayreflor.
El 16 d'abril de 2010 la magistrada suplent del Jutjat d'Instrucció número 1 de Palma, Margarita Bosch, va decretar presó sota fiança de 50.000 euros per l'exdirector general de Tributs del Govern de Jaume Matas, Jorge Sainz de Baranda, i de 30.000 euros per l'exdirector general d'Emergències, Joan Pol, en el marc de l'Operació Bomsai. En el cas de Sainz de Baranda coincideix amb el que van sol·licitar els fiscals anticorrupció Pedro Horrach i Miguel Ángel Subirán, mentre que en el cas de Pol, suposa una rebaixa de 20.000 euros, respecte al que va demanar el Ministeri Fiscal. Així mateix, la magistrada també va decretar la retirada del passaport a Sainz de Baranda i Pol, als qui ha prohibit abandonar el territori nacional i, a més, els ha obligat a comparèixer davant els Jutjats els dies 1 i 15 de cada mes.
Basant-se en això, el mateix dia 16, el (PP) decidí suspendre temporalment de militància l'exdirector gerent de l'empresa pública CAIB Patrimoni, Jaume Vidal; l'exdirector general de Tributs, Jorge Sainz de Baranda, i l'exdirector general d'Emergències, Joan Pol.
Sainz de Baranda va dipositar la fiança de 50.000 euros el 19 d'abril. Mentre que Joan Pol, acusat de prevaricació i suborn, diposità els 30.000 euros de la seva fiança penal el 21 d'abril.
Entre els receptors de les presumptes donacions estaria Joan Pol, a qui se li atribueix haver cobrat 150.000 euros de comissions. Pol hauria cobrat aquests diners pels favors que va fer a algunes empreses en el contracte de construcció de la nova caserna central de Bombers de Palma, licitat mitjançant una mena de peatge a l'ombra. Pol, però, figura com no assistent a les juntes d'adjudicació. L'exdirector general d'Emergències va prestar declaració davant la Policia i va ser interrogat sobre tots aquests extrems. Els registres practicats van permetre confiscar missatges entre Pol i almenys un gestor empresarial sobre el futur concurs de la caserna de Bombers. El concurs es va publicar l'octubre de 2006, però ja des de febrer d'aquest any hi havia intercanvi de missatges entre els sospitosos.
Joan Pol i Jorge Sainz de Baranda van afirmar desconèixer qui està darrere de "Atlas".
Atlas Capital Close va signar amb Caib Patrimoni un contracte pel qual va cobrar uns 600.000 euros per redactar el plec de bases i tutelar la construcció dels dos equipaments públics investigats. Els investigadors atribueixen a Sainz de Baranda haver tolerat que en el contracte de "Atlas" s'incloguessin unes clàusules molt perjudicials per al Govern i que aquest expedient s'hagués autoritzat al marge dels protocols de contractació per a les administracions. Joan Pol es va desvincular de la decisió de contractar Atlas i va explicar que va ser el conseller d'Economia i Hisenda Lluís Ramis d'Ayreflor qui, en una reunió, va disposar que es contractés al banc de negocis. Pol va indicar que Sainz de Baranda, present a la reunió, no va dir res sobre "Atles". L'exconseller delegat de Caib Patrimoni, per la seva banda, va manifestar que no sabia qui estava darrere de "Atlas". Els imputats van afegir que es va proposar a aquesta empresa donat la novetat dels contractes de peatge a l'ombra que s'anaven a adjudicar i la complexitat dels expedients.
Federico Rodríguez Cerdà, l'amo del grup GPB (Gestió de Projectes Balear), especialitzat a prestar serveis per a la construcció, va admetre en la seva declaració a la Prefectura Superior de Policia, que va manejar informació sobre el concurs per a la construcció del parc central de Bombers de Palma abans de la seva convocatòria. Rodríguez Cerdà va ser posat, sorprenentment, en llibertat sense necessitat de passar a disposició del jutjat d'instrucció 1 de Palma, encarregat del cas Bomsai. Rodríguez Cerdà va negar haver pagat suborns a canvi que GPB guanyés, al costat de Llabrés Feliu i altres empreses, el concurs per construir i mantenir, mitjançant un peatge a l'ombra, la nova caserna principal dels Bombers de Palma. L'empresari sí que va admetre que el 2006, i des del Govern, se li va facilitant informació sobre el futur concurs. Rodríguez Cerdà suposa que altres possibles licitadors també van rebre aquestes dades, atès l'interès del Govern en què el concurs sortís bé i que es presentaran les millors ofertes. Els investigadors van confiscar correus i faxos entre GPS i alguns imputats amb directrius i detalls de l'expedient, la qual cosa els indueix a pensar que va ser manipulat. El propietari de GPS criticar la clàusula, inclosa per Caib Patrimoni en el concurs, i per la qual els adjudicataris es van veure obligats a abonar al banc d'inversions Atlas Capital Close Brothers un 1,80% del pressupost d'execució del parc central de Bombers de Palma. Rodríguez no ho va denunciar perquè ningú tampoc ho havia fet.
El 19 d'abril de 2010 fou Lluis Ramis d'Ayreflor, exconseller d'Hisenda amb el Govern Matas, que declarà davant la jutgessa. Assumí la seva responsabilitat com a màxim mandatari de CAIB Patrimoni i va defensar que tots els concursos i contractes s'havien fet conforme a la legalitat vigent. Va afegir que l'empresa Atlas Capital Close Brothers és una de les més potents en el mercat i que el seu assessorament era pertinent. Amb tot, la magistrada Margarita Bosch va decretar presó eludible amb una fiança de 50.000 euros per a ell i li va retirar el passaport i el va obligar a comparèixer els dies 1 i 15 de cada mes als jutjats. Se li imputaren presumptes delictes de malversació de cabals públics, suborn i prevaricació. Va demanar la baixa temporal del PP, que Bauzá acceptà. Tres dies després, dia 22, la data límit, va fer efectiva la fiança.
Gabriel Cañellas va ser imputat en l'operació Bomsai, que investiga els pagaments a l'empresa consultora madrilenya Atlas Capital. La Fiscalia li imputa tres delictes: prevaricació, malversació de cabals públics i suborn. Cañellas, en declaracions a dBalears, va explicar que l'havien cridat "per una factura, una de sola, de l'empresa Cañellas Consultores, feta a Atlas Capital l'any 2006". L'expresident hi afegí que "la factura correspon a uns honoraris professionals en relació amb una operació de compravendra d'una empresa mallorquina que es va realitzar a través d'Atlas Capital a uns inversors de fora de Mallorca".
Dos gestors de la companyia Atlas Capital Close Brothers SL van ser interrogats el 28 d'abril a la Prefectura Superior de Policia de Palma en qualitat d'imputats. Els dos gestors de la consultoria varen rebutjar davant els investigadors del cas Bomsai haver comès cap irregularitat en tot el procés.
Una empresa va oferir a la societat pública del Govern Caib Patrimoni, redactar les bases per als concursos de construcció dels nous parc central de Bombers i edifici de la conselleria de Sanitat per poc menys de 30.000 euros. Per contra, Caib Patrimoni va adjudicar aquest contracte a l'empresa "Atlas" (Atlas Capital Close Brothers SL), que hauria acabat cobrant uns 600.000 euros pel mateix servei.
El Govern es personà com a acusació particular en el procés judicial obert per aquest cas, a través de la lletrada María Ángeles Berrocal.
El 14 de maig l'empresari inquer Jaume Fluxà Morro va ser detingut a la Prefectura de Palma amb relació a l'operació Bomsai. Se li va imputar un delicte de suborn i un de frau a l'Administració. Jaume Fluxà és apoderat a Balears de l'empresa Domus Movement. Aquesta societat va signar un contracte amb Atlas Capital el 2005. S'investigaren les comissions que l'empresari podria haver cobrat per part de la UTE que construí el nou parc de Bombers de Palma i que lidera l'empresa Llabrés Feliu. La feina de Fluxà consisteix a posar en contacte empreses -un aconseguidor, que se'n diu- i hauria presentat presumiblement l'exconseller d'Economia i Hisenda Lluís Ramis d'Ayreflor als responsables de l'empresa Atlas Capital. El que hauria fet Jaume com a apoderat és un contracte d'intermediació entre la seva empresa i Atlas Capital. En la declaració, aportà a la Policia aquest document. En el contracte signat s'estipula que ell rep honoraris en contraprestació als serveis prestats a Atlas com a intermediari. També hi consta que cobra aquests ingressos via comissió, conforme a quina sigui la quantitat cobrada per la consultora Atlas Capital. Una comissió judicial encapçalada pels fiscals Anticorrupció Pedro Horrach i Miguel Àngel Subirán i agents del grup de Delinqüència Econòmica de la Brigada de la Policia Judicial es presentà a una de les oficines on treballa l'empresari a Palma. Allà, amb una ordre judicial, s'inicià la inspecció a la recerca de documentació diversa. La intenció era procedir a la seva detenció, però era a Barcelona. S'hi posaren en contacte via telefònica. Hores després, comparegué voluntàriament a la Prefectura, acompanyat per la seva advocada. Llavors fou conduït als calabossos. Reconegué les acusacions, per exemple que posà en contacte qui llavors era conseller d'Economia, Lluís Ramis d'Ayerflor, amb l'empresa Atlas Capital i que cobrà de tres de les companyies que finalment construïren el parc. Va sortir en llibertat l'endemà.
El jutge Juan Catany Mut, titular del jutjat d'instrucció 1 de Palma, el qual des del dia 24 d'abril de 2010 es va fer càrrec del cas bomsai, que fins aleshores havia instruït la seva substituta Margarida Bosch, ha prorrogat el secret de sumari que pesa sobre les investigacions del cas Bomsai.
Jaume Vidal va tornar a comparèixer dia 7 de juny davant el titular del jutjat número 1 de Palma, Juan Catany, en presència del seu advocat, Eduardo Valdivia, i va respondre a preguntes sobre aquest cas, que es troba sota secret de sumari, després de perdre's el 23 d'abril la seva primera declaració per un error informàtic.
Jaume Fluxà, un dels detinguts per l'operació Bomsai, ocultava nombrosa documentació en el servei de les oficines de la seva empresa. La comissió judicial que en una de les fases de l'operació Bomsai va registrar a Palma l'empresa del sospitós, es va emportar una sorpresa majúscula en descobrir al lavabo de les oficines una abundant documentació. Els papers, en principi, no estaven en aquest lloc tan insòlit per falta d'espai a l'empresa. Per contra, els investigadors van interpretar que l'encausat els va col·locar allà per intentar amagar-los. El Grup de Delictes Econòmics de la Policia va intervenir en aquell registre nombrosa documentació en suport paper i informàtic. L'empresari investigat és una persona molt metòdica i l'estricte ordre dels seus arxius contrastava obertament amb els papers localitzats en el servei.
Fluxà, segons els documents confiscats a les seves oficines, es va reunir amb la llavors consellera de Sanitat Aina Castillo i també es va interessar per altres concursos públics convocats pel llavors conseller d'Interior José María Rodríguez. Fluxà va menjar amb Castillo al gener de 2005 i li va transmetre la invitació dels seus clients per fer un viatge a París i conèixer de prop la "tecnologia mèdica" d'avantguarda. L'empresari va informar suposadament a la consellera de la qualitat de les empreses que formaven la futura UTE i li va esmentar que al projecte podia unir-se Atles. El resum d'aquell dinar apareix reflectit en un correu electrònic dirigit a Castell i reenviat per Fluxà a un client. En un altre missatge rebut per Fluxà dins d'aquesta presumpta xarxa de comissionistes apareixen una sèrie de mesures amb relació a la gestió del futur Son Espases. L'interlocutor del detingut a Bomsai explica que "nosaltres posarem el director de serveis generals, el responsable de tots els serveis inclosos en la concessió", anuncia el missatge abans de convocar-se el concurs. Els missatges de Fluxà denoten la magnitud dels projectes empresarials en els quals l'encausat intervenia. Al mail on s'aconsella proposar el viatge a París s'apunta que els clients de Fluxà volien "abordar adquisicions en l'àmbit hospitalari de tota la xarxa pública de l'Ibsalut, així com en el sector privat". Un altre document investigat per la Policia es refereix a tres concursos per imports superiors al milió d'euros i que va convocar la conselleria presidida per José María Rodríguez, "amb qui ens uneix una excel·lent relació". L'empresari va reconèixer que es va manipular una factura per justificar les despeses en un sopar multitudinari organitzat per l'Ajuntament de Pollença dins de la "Nit Niu".
Els investigadors no van poder examinar els correus electrònics enviats i rebuts per alguns dels imputats, els que ocupaven càrrecs al Govern del PP, perquè l'Executiu només guarda els missatges dels últims quatre anys. L'Operació Bomsai es va iniciar el 13 d'abril amb la visita d'una comissió judicial a un departament del Govern on es custodien dades informàtiques dels ordinadors de l'Administració autonòmica. Els investigadors pretenien portar còpia dels missatges electrònics d'alguns dels imputats entre 2006 i l'estiu del 2007, però els responsables del departament els van comunicar que aquesta informació ja havia estat esborrada.
La Fiscalia Anticorrupció considera que els dos contractes que l'empresa pública CAIB Patrimoni signà en temps del PP (l'any 2005) amb les consultores Atlas Capital i Squire Sander són nuls. Per aquests contractes, les dues societats cobraren fins a 600.000 euros "de l'erari públic" per assessorar l'empresa pública i redactar els plecs de condicions del projecte per construir la seu de la Conselleria de Salut i el parc de Bombers de Palma. Segons digué el fiscal en la querella presentada al jutjat, els plecs de condicions que redactaren Atlas i Squire "són plens d'irregularitats que deriven en la seva nul·litat". Entre les irregularitats més importants, es troba l'obligació de l'adjudicatari d'abonar a Atlas l'1,80 per cent del cost i de pagar els honoraris de la direcció facultativa de l'obra, com també el fet que un dels integrants del consell d'administració de CAIB Patrimoni, l'exdirector d'Emergències Joan Pol, formàs part de la mesa de contractació. El primer contracte signat amb CAIB Patrimoni fou pel projecte de construcció d'un edifici de la Conselleria de Salut. Atlas rebé uns honoraris de 28.000 euros més IVA. Els cobrà només acceptar l'oferta i sense haver duit a terme cap actuació. També rebé "uns honoraris d'èxit" a pagar per l'adjucatària de la concessió que ascendiren a l'1,8% del volum d'inversió de cada un dels projectes. La UTE adjudicatària els abonà 142.848 € el 2007 en honoraris per assessorament a CAIB Patrimoni. El segon contracte fou pel projecte per edificar el parc de Bombers, amb uns honoraris d'11.900 euros només signat el contracte. La UTE adjudicatària de l'actuació abonà a Atlas 426.216,48 euros el maig de 2007. La Fiscalia apunta que, tot i que són les UTE les que paguen a Atlas, "aquests doblers s'incorporen al cost del projecte i, per tant, són pagats per l'erari públic". La querella indica que el 2004 el consell d'administració de CAIB Patrimoni, quan estava a l'espera de rebre tres solars públics i amb la intenció de desenvolupar-hi nous plans, "inicià un procediment negocitat sense publicitat" per obtenir "assistència tècnica per a l'elaboració dels plecs administratius per als projectes" que tenia "irregularitats manifestes" i "era totalment innecessari". A més, assenyala que per aconseguir el contracte s'hi presentaren sis consultores, inclosa Atlas Capital, que no hi hauria d'haver estat admesa, perquè no s'ajustava al pressupost. L'escrit parla de frau legal en l'acord amb Atlas, sobretot quant a la clàusula "d'honoraris d'èxit", perquè supera notablement el límit dels 30.000 euros fixats per la Llei de contractes.
La defensa del constructor Miguel Llabrés Feliu, exercida per Eduardo Valdivia i Jaume Campaner, va sol·licitar al jutjat d'instrucció 1 que arxivàs la causa per al seu representat. Els advocats explicaren que, en plena crisi, la situació d'imputat de Llabrés en aquest sumari complicava la possibilitat de participar en altres concursos públics, especialment els que s'estaven convocant dins del Pla 'E'. Les defenses advertiren que perillaven molts llocs de treball directes i indirectes, de manera que calia "aclarir com més aviat la situació processal de Miguel Llabrés Feliu perquè pugui optar a l'obra pública".
Els mateixos advocats van presentar un escrit al jutjat d'instrucció 1 de Palma per justificar els pagaments fets el 2007 a empreses d'altres dos encausats, Joan Mas i Joan Pol, exdirector general d'Emergències del Govern del PP, entre ells una comissió per un polèmic solar urbanitzable a Sa Ràpita. Segons la fiscalia anticorrupció, el grup Llabrés Feliu va poder abonar diversos centenars de milers d'euros a Mas i Pol com a comissió per l'adjudicació de la construcció del nou Parc Central de Bombers de Palma. Els tres imputats han rebutjat rotundament aquests suborns. En aquest escrit els defensors sostenen que els negocis mantinguts amb Joan Mas, i en concret amb Masal Urbis SL, es van fer desconeixent que en aquesta societat participava Joan Pol, que també era conseller de Caib Patrimoni. El Grup Llabrés postula que va pagar l'1 d'agost de 2007 a Joan Mas 210.000 euros com a comissions per la seva mediació en la compravenda d'uns solars a Múrcia i a Sa Ràpita. Aquesta última finca va ser esquitxada per les polèmiques àrees de reconversió territorial (ART) que es van introduir en el Pla Territorial de Mallorca (PTM) i que s'investigaven pel jutjat d'instrucció 6 de Palma en el cas que duia aquest nom i que posteriorment va ser arxivat.
Federico Rodríguez Cerdá, conseller delegat de l'empresa GPB, que forma part de l'UTE concessionària del parc de bombers de Palma, va negar davant del jutge, el 23 de juny de 2010, irregularitats en aquest concurs i va afirmar que era habitual tenir informació sobre aquests procediments abans de la seva publicació. El responsable de GPB fou imputat d'un delicte de malversació arrel, entre altres coses, d'un correu electrònic enviat a l'exdirector general d'Emergències Joan Pol el febrer de 2006, vuit mesos abans de l'anunci del concurs públic del parc de bombers, publicat en el BOIB l'octubre d'aquell any. A l'esmentat correu, que porta el títol "emergències", es fan observacions sobre el concurs de construcció i explotació del parc, així com reflexions sobre el seu model econòmic. Segons un informe policial contingut en el sumari d'aquest cas, en un apartat relatiu a mitjans humans del correu destaca una frase que resa: "S'ha de fer referència a una gestora de projectes (ull no es coli Marxant Cosulting)", amb referència a una empresa a què s'hauria de vetar. Referent a això, Cerdá va afirmar davant el jutge, en la seva extensa declaració de diverses hores, que era habitual conèixer aspectes dels concursos abans de la seva publicació.
El 24 de juny, un dia més tard del que estava previst, Juan José Sedano, excomercial de Sa Nostra Renting, respongué al jutge instructor, Joan Catany, que si existia "informació" privilegiada" prèvia al concurs del parc de Bombers "podria ser per la seva complexitat". Sedano, que declarà com a imputat, afirmà que havia treballat amb clients que tenien esborranys del plec de condicions del concurs i que "pot ser que Sa Nostra tingués part de l'esborrany per fer l'estudi financer". També apuntà que "li xocava" que part de les clàusules tècniques que l'administrador de Gestión de Proyectos Baleares (GPB), Federico Rodríguez, li envià en un correu electrònic "estigués en possessió" de més gent. L'excomercial ratificà al jutjat la seva declaració davant la Policia on digué que "en una operació de finançament no és normal que es tingui el plec de clàusules tècniques". I afegí que Rodríguez es dirigí a ell "abans de la publicació del concurs interessant-se per com seria viable una operació de finançament i no d'inversió". Sedano rebé "l'encàrrec de Sa Nostra Renting de confeccionar informes relatius a la viabilitat o pertinència de concedir un finançament amb relació al projecte". Finalment, l'empresa es va apartar.
L'empresari Joan Mas va acusar, el 7 de juliol de 2010, Joan Pol d'obligar-lo a fer "tres factures falses" per treballs que mai no es varen realitzar en l'empresa que tenien a mitges, Massal Urbis. Entre l'agost del 2006 i el març del 2008 Mas fou soci de Pol, director general d'Emergències del Govern Matas. Durant l'exercici del 2007 l'empresa Massal Urbis rebé 139.548 euros de la mercantil Iturri, especialitzada en temes de seguretat. Iturri fou contractada per la UTE que s'adjudicà la construcció del parc de Bombers. Iturri va facturar a la UTE 1.536.510 euros el 2007 i 1.923.134 euros el 2009. Joan Mas, a preguntes del jutge, afirmà que "les dades, el concepte i l'import" dels documents els hi facilità Pol. Hi afegí que Massal Urbis té com a objecte social "la compravenda d'immobles" i que "mai no s'ha dedicat a la construcció, ni ha realitzat cap obra". A més, insistí que fou Pol qui li digué que "havia de fer unes factures" i que ell no feu cap pressupost. També confessà que "les tres factures són falses" i que "van ser confeccionades el mateix dia, tot i que per indicació de Pol tenien dies diferents". Mas afirmà que els doblers s'ingressaren en un compte corrent de Massal i que cada un d'ells "se'n va quedar el 50%". També digué que arran de la seva declaració a la Policia sospità que els fons procedien "d'una comissió política relacionada amb l'avituallament del parc de Bombers" i assenyalà que, de manera insistent, ell havia demanat a Pol "l'origen dels doblers" però que aquest li va contestar que confiàs en ell i que "era una cosa particular seva". Mas també fou interrogat sobre Nilga, una societat creada el 2007 amb un 70% del capital de Centre Balear Immobiliari (CBI), propietat del grup Llabrés Feliu, i un 30% de Massal Urbis. Digué que el CBI hi aportà 105.000 euros i Massal 45.000 però que "el total del capital fou aportat pel CBI". Segons indicà, així s'explica "un taló de Sa Nostra a favor de Massal per un import de 45.000 euros".
El mateix dia, també declarà com a testimoni la consellera delegada de la UTE que s'adjudicà la construcció de la Conselleria de Salut, Carmen Sampol. Ratificà la seva declaració i digué que hi va haver problemes entre la consultora Atlas, que redactà el plec d'adjudicació del concurs, i ells pel que fa als honoraris d'èxit que havia de cobrar la companyia madrilenya. La UTE considerava que havien de pagar l'1,8% respecte del preu de l'oferta del projecte i que era visiblement inferior al que figurava al ple de condicions. La UTE pagà a Atlas 123.145 euros, però la consultora els envià una altra factura per 34.877 euros que, sumada a una anterior, feia un import total de 187.476, que no s'abonà. "Era el primer pic que en una obra pública pagaven a una empresa privada directament", però "al final qui paga és l'Administració", digué.
L'exdirector general d'Emergències del Govern Matas, Jaon Pol, hagué de fer front a les acusacions del seu exsoci, que confessà davant el jutge que Pol l'havia obligat a facturar a Iturri per feines no efectuades. Pol es preparà bé la declaració i amb fermesa confirmà davant el jutge i el fiscal que "els conceptes de les factures són falsos, si bé la prestació del servei s'ha realitzat". Assegurà que, entre 2004 i 2007 i com a expert en telecomunicacions d'emergència, assessorà "de manera no formal" Iturri. Afegí que "no n'acordaren cap remuneració inicial" i que només al final del projecte "pactaren 120.000 € pel treball de tres anys i mig". També indicà que "no hi hagué contracte mercantil d'assessorament". Declarà que Iturri ha guanyat molts de doblers amb un dels projectes en què ell participà. Interrogat pel motiu pel qual no facturà personalment l'assessorament, manifestà que "no m'interessava" per no haver de "declarar a Hisenda de cop" tots els 120.000 euros. Afegí, però, que "no renuncia als diners, perquè són seus" i que recorrerà a la via civil per reclarmar-los. Tot, digué, "està ingressat a Masal Urbis".
Eduardo José Díaz Hervás, treballador de l'àrea comercial de l'empresa Iturri afirmà, davant el jutge instructor, que l'exdirector general d'Emergències del govern Matas, Joan Pol, va cobrar 120.000 euros per assessorar-los en el projecte Gesfiere, un sistema de comunicació per a situacions d'emergències. José Díaz, que declarà com a imputat, negà en tot moment que la seva relació tingués res a veure amb el Parc de Bombers. Cal recordar que Iturri fou contractada per la UTE que s'adjudicà la construcció de la citada instal·lació i que els facturà 1,5 milions d'euros el 2007 i 1,9 el 2009. Els investigadors sospiten un possible pagament de comissions d'Iturri a Pol. Díaz apuntà que "en un moment donat plantejà a la direcció que se sentia incòmode", ja que Pol no era remunerat, i que accedí a pagar-li. Afegí que va parlar amb l'exdirector d'emergencies "perquè no ens deixàs penjats" i li va proposar que cobràs 120.000 euros pels dos anys en què havia col·laborat amb ells. Pol hi acceptà. L'imputat indicà que fou el director financer d'Iturri qui digué que el pagament es faria a través de tres factures. El problema rau en el fet que els doblers es cobraren a través de tres factures falses d'una societat que Pol tenia amb l'exsoci Juan Mas. Díaz afirmà que va "haver d'anar darrere Pol" per pagar-li els doblers i que aquest li digué que no es preocupàs perquè ho facturaria a una societat seva. Més tard, quan s'acordà el pagament "algú de la societat de Pol em va dir que no podien facturar per assessorament" i li explicà que l'empresa, Massal Urbis, era del sector immobiliari. Insistí que l'avisaren que "no podien facturar per la prestació de serveis professionals" i que el concepte havia de ser "per obres, per exemple". Preguntat sobre si a Iturri coneixien que el contingut de les factures era fals, apuntà que la persona d'administració que abonà els doblers se suposa que ho desconeixia.
El secretari del consell d'administració de l'empresa pública CAIB Patrimoni, Fernando Morell, que declarà com a imputat davant el jutge, afirmà que redactà els contractes d'adjudicació per construir la nova seu de la Conselleria de Salut per encàrrec de l'exdirector general de Tributs del Govern, Jorge Sainz de Baranda, d'acord amb unes condicions que li vingueren "imposades i condicionades" i que, per tant, "no podia modificar".
El president i soci fundador de l'empresa Atlas Capital, León Benelbas, va assegurar davant del jutge d'instrucció que durant el procés d'adjudicació de les noves seus de la Conselleria de Salut i del parc de bombers de Palma únicament va intervenir en una reunió mantinguda amb el llavors conseller d'Economia, Lluís Ramis d'Ayreflor, encara que va negar que en l'encontre es parlàs de "projectes o d'evitar la convocatòria d'un concurs públic". Durant la seva declaració davant del titular del Jutjat d'Instrucció número 1, Juan Catany, l'encausat va rebutjar d'aquesta manera que la reunió, celebrada el novembre de 2004, servís per preparar la concessió d'ambdós projectes, sinó que s'hi van preparar les bases perquè Atlas assessoràs a CAIB Patrimoni en matèria financera i jurídica i confeccionàs el plec de condicions que havia de servir a l'hora d'efectuar les concessions. També va assegurar que mai no va parlar amb cap empresa abans de l'adjudicació, per la qual cosa va negar una presumpta irregularitat en les concessions. "El treball d'Atlas era fer un vestit a mida i assessorar en l'elaboració dels plecs".
El conseller i director general de l'empresa Atlas, Pablo Cervera, va defensar en qualitat d'imputat davant del jutge d'instrucció, la legalitat dels anomenats honoraris d'èxit que aquesta societat va cobrar de les adjudicatàries de la construcció de les noves seus de la Conselleria de Salut i del parc de bombers, i que la Fiscalia estima en uns 570.000 euros cobrats de forma presumptivament irregular. Així ho va posar de manifest davant del titular del Jutjat d'Instrucció número 1, Juan Catany, i va incidir que aquests cobraments són una pràctica "habitual" després d'haver assessorat l'Administració pública a l'hora d'adjudicar un projecte i principalment si aquest ha estat concedit a una determinada empresa, que és la que ha d'abonar els honoraris.

### Peça separada Nit Niu
L'exconsellera insular Dolça Mulet va assegurar que no recordava haver mantingut cap reunió amb l'empresari Jaume Fluxà, ni haver-li concedit cap subvenció. En declaracions a Diario de Mallorca, l'ex política d'Unió Mallorquina va desmentir d'aquesta manera el declarat pel mateix Fluxà davant la Policia, ja que l'imputat va admetre que havia rebut 54.000 euros en subvencions del Consell Insular de Mallorca entre els anys 2004 i 2006, després haver-se reunit en dues ocasions amb Mulet expressament per demanar-li que li concedís aquestes ajudes econòmiques. Crida l'atenció la memòria oblidadissa de l'exconsellera sobre les seves trobades amb Fluxà, ja que existeixen documents gràfics de diverses trobades entre tots dos, en anys diferents i fins i tot en la mateixa seu del Consell, després d'obtenir l'empresari lligat a UM les subvencions ara en dubte. Durant la detenció de Fluxà, els investigadors el van interrogar sobre com és possible que aconseguís aquestes ajudes públiques tot i tenir diversos deutes tributaris, quan estar al dia amb els pagaments al fisc és un dels requisits per accedir a qualsevol subvenció. Fluxà va indicar que va aconseguir les subvencions en els temps en què estava afiliat a Unió Mallorquina. El 2004, segons va indicar, va rebre 24.000 euros després de mantenir una reunió amb Dolça Mulet, cita que va concertar expressament per demanar-li que li concedissin la subvenció. L'any següent, sempre segons les declaracions de l'imputat, es va repetir l'escena: es va reunir amb Mulet i després va rebre altres 24.000 euros. L'exconsellera Mulet va assegurar que "no recordava" haver mantingut aquestes reunions amb Jaume Fluxà i va indicar que el que sí que recorda és que el seu departament va atorgar subvencions a l'Associació de Veïns de Cala Sant Vicenç per l'organització de la Nit Niu. En el marc de la preparació d'aquesta festa, Fluxà va reconèixer davant el magistrat que es va manipular una factura per justificar les despeses d'un multitudinari sopar. Preguntada Mulet com és possible que una persona que no estava al dia amb els pagaments a Hisenda rebés subvencions, va assegurar que "els tràmits administratius es miren a la perfecció", i va raonar que "si es va donar aquesta subvenció, és perquè es podia donar". L'empresari va admetre davant la policia que a Espanya està declarat insolvent, que ha estat embargat en diverses ocasions i que està aclaparat per deutes antics, el que li fa un candidat impossible a rebre subvencions de l'Administració.
El fiscal Anticorrupció Miguel Àngel Subirán va demanar la imputació, dins el cas Bomsai, de l'exconsellera insular d'Esports i Promoció Sociocultural Dolça Mulet Dezcallar i també de l'exbatle de Pollença, Joan Cerdà, i de l'expresident d'Afedeco Prudencio Vallejo. La causa està relacionada amb uns fets que passaren el 2004 i que podrien haver prescrit. La petició va tenir lloc just després que declaràs l'empresari Jaume Fluxà, imputat en la causa. El fiscal l'interrogà en primer terme sobre la seva relació amb les empreses investigades en el cas. La sorpresa arribà quan Subirán va treure a llum unes subvencions cobrades el 2004 per una societat vinculada a Fluxà, tot i que ell llavors s'havia declarat insolvent. La companyia Puerto Pollensa Leisure rebé 58.000 euros en concepte de subvencions per part de la conselleria de Dolça Mulet i de l'Ajuntament de Pollença, en concret, 52.000 euros del departament insular i 6.000 del Consistori. Fluxà actuà com a intermediari entre la consultoria Atlas Capital, que redactà els plecs dels concursos, i l'empresa pública CAIB Patrimoni. També declarà l'exsoci director d'Atlas Raúl Julián, que defensà la legalitat d'aquests honoraris.
L'exconsellera insular d'Esports i Promoció Sociocultural Dolça Mulet Dezcallar va ser imputada finalment i va declarar davant el jutge. Va defensar la legalitat de les subvencions que entre 2004 i 2006 el Consell Insular de Mallorca va concedir a l'empresari Jaume Fluxà, de qui va assegurar que no sabia que militava al mateix partit que ella, Unió Mallorquina. Després de respondre les preguntes del jutge i el fiscal anticorrupció Miguel Ángel Subiran, l'exconsellera va assenyalar que es trobava "molt tranquil·la" perquè els expedients justificatius de les subvencions a Atlas compleixen tots els requisits. A més, va recalcar que les activitats subvencionades van ser efectivament dutes a terme, la qual cosa està plenament justificada al Consell. Segons fonts jurídiques, Mulet va dir desconèixer que l'empresa de Fluxà no estava al corrent dels pagaments amb Hisenda i la Seguretat Social quan va obtenir les subvencions investigades, cosa que l'hauria d'haver inhabilitat per obtenir fons públics. Després de l'exconsellera insular, va declarar davant el jutge i el fiscal anticorrupció, un funcionari que va intervenir a les subvencions a Atlas.
El jutge Joan Catany, del jutjat d'instrucció número 1 de Palma, va citar com a imputats l'exalcalde de Campos, Guillem Ginard, i a l'extinent d'alcalde de Pollença, Malena Estrany. Els dos polítics, que formaven part de la desapareguda Unió Mallorquina, estan implicats en una nova investigació de la fiscalia Anticorrupció, derivada del cas Bomsai. El fiscal els relaciona amb una subvenció econòmica que es va aprovar per finançar una festa nocturna que se celebra cada any a Cala Sant Vicenç, a Pollença, quan tots dos eren directors insulars del Consell de Mallorca.

## Implicats
- Jorge Sainz de Baranda Brünbeck: Exdirector general de Tributs del Govern de les Illes Balears.
- Fernando Morell Pou: Exsecretari d'actes de CAIB Patrimoni.
- Joan Pol Pujol: Exdirector general d'Emergències.
- Miquel Llabrés Feliu: President propietari del grup Construccions Llabrés Feliu.
- Miguel Angel Toledo Ferrer: Executiu de Construccions Llabrés Feliu.
- Federico Rodríguez Cerdá: Responsable de Gestión de Proyectos Balear.
- Gabriel Cañellas: Expresident del Govern de les Illes Balears.
- Jaume Fluxà Morro: Empresari.
- Juan José Sedano: Excomercial de Sa Nostra Renting.
- Eduardo José Díaz Hervás: Treballador de l'àrea comercial de l'empresa Iturri.
- Pablo Cervera Garnica: Director general d'Atlas Capital.
- León Benelbas Tapiero: Soci fundador d'Atlas Capital.
- Dolça Mulet Dezcallar: Exconsellera insular d'Esports i Promoció Sociocultural.